# 商春松
商春松（1996年3月16日—），湖南省张家界市永定区王家坪镇石堰坪村人，中国女子竞技体操和跑酷运动员。

## 簡歷
商春松出生在一个农民家庭，从2003年在永顺县开始练习体操，到2006年进入省体操队，4年后入选国家队。
2007年，商春松在河北省保定市全国少年儿童体操分区赛女子乙组跳马冠军、自由体操冠军。一年後，她又贏得湖南省少儿体操运动会女子一组全能冠军、跳马冠军、高低杠冠军、平衡木冠军、自由体操冠军。
2011年，商春松在南昌城运会上贏得团体、个人全能银牌, 自由体操冠军。
2012年，商春松在泛太平洋锦标赛上，贏得女子团体亚军、个人全能第五名、高低杠第四名、平衡木第四名；其後，她又在上海舉行的全国体操锦标赛暨伦敦奥运选拔赛上，贏得团体季军、女子个人全能季军、自由操第四名、平衡木第五名、高低杠第八名。
2013年，商春松在体操世界杯东京站，贏得女子个人全能第四名；其後又在葡萄牙站贏得女子平衡木亚军、高低杠季军、自由操季军。同年，她在大连舉行的全国体操锦标赛暨全运会预赛中，贏得女子个人全能亚军、团体季军、平衡木冠军、自由体操冠军（与眭禄并列）；又在第12届全运会上，奪得女团季军、女子全能冠军、女子高低杠冠军。
2016年，在里约热内卢奥运会上获得女子体操团体铜牌。
从中国体操队退役后，商春松开始转向跑酷运动。2024年11月17日，在日本北九州进行的第二届跑酷世界锦标赛中，商春松获得女子自由式冠军，这也是中国跑酷队获得的首枚世锦赛金牌。